# Guatteria cuatrecasasii
Guatteria cuatrecasasii är en kirimojaväxtart som beskrevs av D. Sánchez. Guatteria cuatrecasasii ingår i släktet Guatteria och familjen kirimojaväxter. Inga underarter finns listade i Catalogue of Life.